# Like a Virgin
Pour les articles homonymes, voir Like a Virgin (homonymie).
Singles de Madonna
Borderline
(1984) Material Girl
(1985)
Pistes de Like a Virgin
Angel
(2) Over and Over
(4)
Like a Virgin est une chanson de l'artiste américaine Madonna qui figure sur son deuxième album du même nom. Le single sort le 6 novembre 1984 sous le label Sire Records et est la première chanson de l'album. Elle apparaît plus tard dans les compilations The Immaculate Collection sortie en 1990 et Celebration sortie en 2009. Like a Virgin est écrite par Billy Steinberg et Tom Kelly et produite par Nile Rodgers ; Steinberg a expliqué qu'il a été inspiré par ses propres expériences amoureuses en écrivant la chanson. Elle est choisie pour Madonna par Michael Ostin de Warner Bros. Records après avoir écouté une démo chantée par Tom Kelly. Cependant, Rodgers avait le sentiment que la chanson ne possédait pas d'assez bon hook et ne convenait pas à Madonna mais il changea d'avis quand il se rendit compte que l'air de la démo lui était resté dans la tête après l'avoir écouté.
Musicalement, Like a Virgin est une chanson aux sonorités dance, composée de deux hooks. La voix de Madonna se situe dans un haut registre tandis qu'un arrangement continu de percussions est joué avec une ligne basse. Les paroles de la piste sont ambiguës et consistent en une allusion cachée. Dans des termes sexuels, les paroles sont interprétées de différentes façons selon les personnes. Like a Virgin reçoit de bonnes critiques aussi bien à sa sortie que de nos jours, et est fréquemment qualifiée de chanson phare pour Madonna. Elle devient le premier titre de Madonna à se placer en tête du Billboard Hot 100 aux États-Unis, ainsi que des classements dans d'autres pays comme l'Australie, le Canada ou le Japon et le top 10 d'autres pays.
Le clip vidéo présente Madonna descendant les quais de Venise en gondole, et errant dans un palais (Palazzo Zenobio, Collegio Armeno) dans une robe de mariée blanche. Avec la vidéo, les spécialistes notent que Madonna est le portrait d'une sexualité féminine indépendante, estiment que l'homme avec un masque de lion symbolise Saint Marc, et comparent l'érotisme de la vidéo avec la vitalité de la cité de Venise. Madonna a interprété sa chanson dans six de ses tournées mondiales et plus récemment lors du MDNA Tour en 2012. La plupart du temps, les performances de Like a Virgin sont associées à une forte réaction des médias.
Like a Virgin est reprise par de nombreux artistes et apparaît dans certains films tels que Reservoir Dogs, Moulin Rouge et Bridget Jones : L'Âge de raison. La chanson est connue pour son effet profond dans la société : les groupes familiaux ont cherché à la censurer car ils croyaient qu'elle promeut le sexe hors mariage. D'un autre côté, la jeune génération a facilement accepté Madonna comme une personnalité publique indomptable, sexuellement effrontée et jouissant d'une extrême confiance en elle, imitant son style vestimentaire. Les spécialistes considèrent Like a Virgin comme la chanson qui a renforcé sa place d'icône de la musique pop.

## Genèse
Like a Virgin est une chanson écrite par Billy Steinberg et Tom Kelly. Dans une interview pour le Los Angeles Times, Steinberg explique que la chanson n'a été composée ni pour Madonna, ni même pour une chanteuse mais est inspirée de ses expériences personnelles.

« Je n'essayais pas juste de mettre ce mot osé vierge dans les paroles d'une chanson. Je disais… que je ne peux pas être réellement vierge — j'ai été blessé sentimentalement et émotionnellement comme beaucoup de gens — mais que j'ai commencé une nouvelle relation qui se passe très bien, c'est une guérison de toutes les blessures, qui me fait me sentir comme jamais auparavant, parce que c'est très profond et encore plus profond que tout ce que j'ai déjà ressenti. »

Tom Kelly enregistre la démo et invite Michael Ostin, un A&R de Warner Bros. Records à sa maison pour l'entendre. Steinberg et Kelly diffusent quatre ou cinq morceaux à Ostin, et discutent davantage sur Like a Virgin — ils ne savent pas pour quelle artiste la chanson serait appropriée. À l'occasion de sa rencontre le lendemain avec Madonna à propos de son deuxième album, Ostin prévoit de lui passer la démo, parce qu'il croit que les paroles et le groove sont parfaits pour elle. « Quand je l'ai fait écouter à Madonna, elle est devenue enthousiaste, et j'ai su instantanément que cette chanson était faite pour elle et qu'elle pourrait faire un grand disque avec », rappelle Ostin. En 2009, l'interviewer Austin Scaggs de Rolling Stone demande à Madonna quelles ont été ses premières impressions quand elle a écouté les démos de Like a Virgin et Material Girl. Madonna réplique :

« Je les ai aimées toutes les deux car elles sont ironiques et provocatrices, mais aussi contraires à moi. Je ne suis pas une personne matérialiste et je ne suis certainement pas vierge et d'ailleurs, comment pouvez-vous être comme une vierge ? J'ai aimé le jeu de mots, je pensais qu'elles étaient intelligentes. Elles sont tellement excentriques, tellement fraîches. Je n'ai jamais réalisé qu'elles pouvaient devenir mes chansons phares, en particulier Material Girl. »

## Enregistrement et production

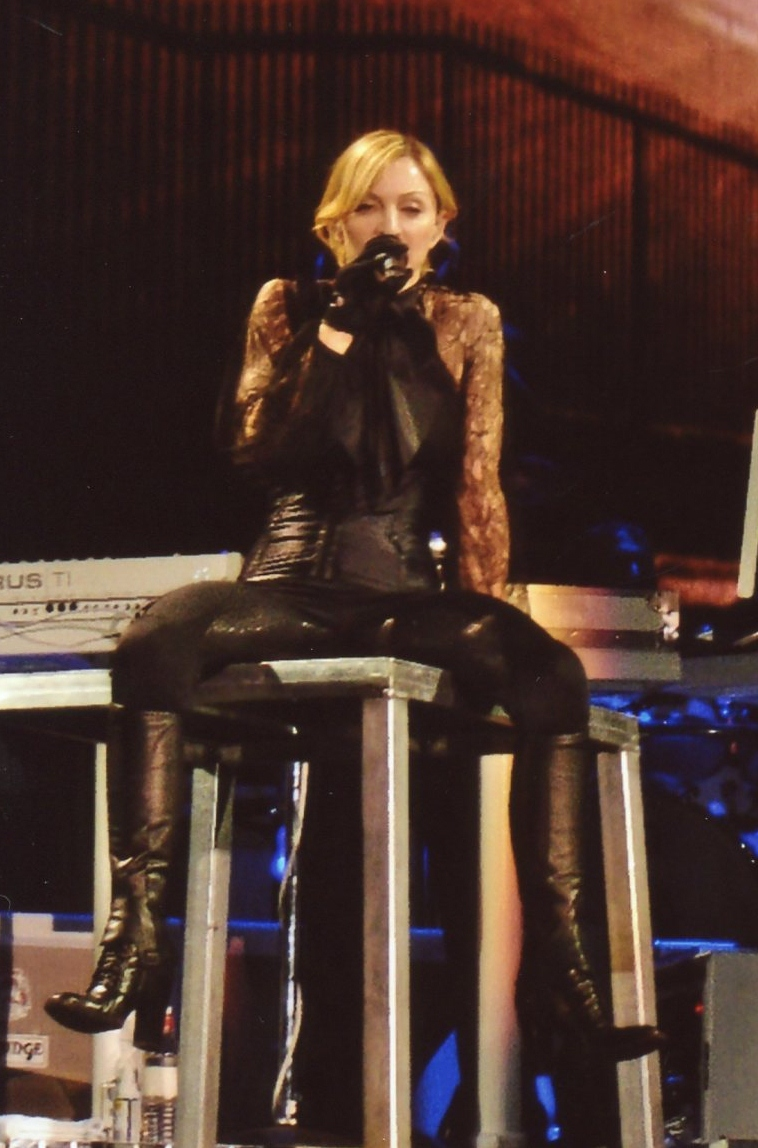
Madonna interprétant Like a Virgin pendant le Confessions Tour.

Au milieu de l'année 1984, Madonna rencontre le producteur Nile Rodgers au Power Station Studios à New York. D'abord, Rodgers ne veut pas que Madonna enregistre Like a Virgin car il sent que les paroles « like a virgin » ne sont pas un hook formidable, selon lui, ce n'était pas une accroche mémorable. Madonna n'était pas non plus intéressée par la chanson et, après avoir écouté la démo, elle pense que cela sonne « réellement stupide et attardé ». Plus tard, Madonna expose une deuxième opinion : « C'est bizarre car je ne pouvais pas la sortir de ma tête après l'avoir diffusée bien que je ne l'aimais pas vraiment. Elle a l'air vraiment trop bubblegum-pop pour moi, mais cela s'est agrandi en moi. J'ai commencé à l'aimer, […] mais ma première réaction a été de trouver que c'est vraiment bizarre ».
Rodgers reconnait que c'est Madonna qui a insisté sur le potentiel de la chanson, il dit plus tard : « J'ai fait des excuses à Madonna et dit tu sais… si c'est si saisissant qu'il est resté dans ma tête pendant quatre jours, c'est qu'il doit y avoir quelque chose. Donc allons-y ». D'où le fait que la chanson est finalement enregistrée,. Steinberg réfléchit sur le processus d'enregistrement et commente : « Quand Madonna l'a enregistré, de même quand notre démo fait un fondu, vous pouviez entendre Tom dire « When your heart beats, and you hold me, and you love me… » C'est la dernière chose que vous entendiez dans le fondu de notre démo. Madonna doit avoir écouté très attentivement car l’enregistrement finit la même petite improvisation que faisait la démo. Il est très rare que quelqu'un étudie votre démo aussi soigneusement et qu'il pratique tous ces gestes. Nous étions en quelque sorte flattés de voir à quel point elle suivait précautionneusement notre démo.
 C'était l'accord parfait, je le savais dès le premier jour au studio. Le sentiment qu'entre nous, c'était passionnant, c'était créatif. […] Madonna était quelquefois capricieuse durant l'enregistrement, tout le monde m'avait prévenu qu'elle était un terrible ogre mais je trouvais qu'elle était bien ».
Jason Corsaro, l'ingénieur du son de l'enregistrement, persuade Rodgers d'utiliser un enregistrement numérique, une technique nouvelle à l'époque que Corsaro croit être l'avenir de l'enregistrement car les tests ont toujours l'air cohérents. Pour garantir cela, Corsaro se sert d'un enregistreur Sony 3324 24 pistes et d'un Sony F1 double piste pour le mix 12 bits. Madonna enregistre les morceaux principaux dans une petite pièce de piano haute de plafond derrière le Studio C, aussi connue sous le nom de salle R&B du Power Station.
Corsaro ajoute ensuite des panneaux isolants autour d'elle tout en utilisant une capsule d'un stéréo AKG C24 tube microphone avec un micro préamplificateur Schoeps et un filtre égalisateur. Une fois que la piste a fait l'approbation de tout le monde, Robert Sabino des morceaux de clavier, joués pour la plupart par un Sequential Circuits Prophet 5 ainsi qu'un Rhodes et un piano acoustique tandis que Rodgers joue du Synclavier. Madonna, bien que sans qu'on le lui ait  demandé, est présente chaque minute des étapes d'enregistrement et de mix ; Corsaro commente : « Nile était là la plupart du temps mais elle était là tout le temps. Elle ne nous quittait jamais ».

## Composition
Cette chanson étant composée comme une musique dance, l'introduction de Like a Virgin est constitué de deux hooks (crochets). Elle est située dans une signature rythmique commune, avec un groove modéré de 118 pulsations par minute. Elle est composée dans une clé de fa majeur et la voix de Madonna dans une gamme tonale aiguë sol3 à grave do5. Selon Rikky Rooksby, les basses de l'intro est une re-préparation de trois notes de motif basse présentes dans la chanson I Can't Help Myself (Sugar Pie Honey Bunch) de The Four Tops où Chuck Berry fait une progression harmonique. Elle a aussi quelques similarités avec le single Billie Jean de Michael Jackson, spécialement pendant le second couplet. Madonna chante dans un registre haut tandis que Tony Thompson fait un arrangement de percussions en même temps que les basses qui sont également soutenues par un synthétiseur, donnant une progression circulaire tous les sept accords diatoniques I–IV–VIIo–III–VI–II–V–I.
En ce qui concerne les paroles, Madonna dit : « J'aime l'allusion, j'aime l'ironie, j'aime la façon dont les choses peuvent être interprétées différemment ». Cette déclaration souligne l'ambiguïté des paroles de la chansons, qui s'accroche sur le mot « like ». Rooksby interprète le sens de la chanson de plusieurs façons selon les personnes. Il dit que pour les femmes qui sont vraiment vierges, la chanson les encourage à tenir leur composition picturale avant de s'engager dans leur tout premier acte sexuel. Pour les filles sexuellement plus expérimentées, la chanson signifie qu'elles voudraient pouvoir revivre les sentiments de leur premier rapport sexuel. Pour les garçons, elle présente une volonté narcissique de faire oublier aux filles leurs précédentes rencontres et de profiter de l'acte sexuel comme si c'était la première fois.

## Accueil

### Critiques de la presse
Stephen Thomas Erlewine de AllMusic dit que Like a Virgin est une déclaration décisive. Il ajoute que la chanson et Material Girl du même album ont transformé Madonna en icône. Il ajoute également que l'une et l'autre font de l'ombre au reste de l'album « car elles ont un égal parfait du thème et du son » alors que Debbie Miller de Rolling Stone pense que la voix de Madonna « n'a pas la même puissance ou gamme que, disons, Cyndi Lauper, mais elle sait ce qui fonctionne sur la piste de danse ». Dave Karger de Entertainment Weekly, pendant l'examen de l'album en 1995, estime que la chanson paraît un peu répétitive et immature comparé au contexte actuel de même que Jim Farber, qui est aussi reporter de Entertainment Weekly, trouve que la chanson relève l'antécédent de la « vierge prostituée ». Sal Cinquemani de Slant Magazine pense que la chanson est un classique. Alfred Soto de Stylus Magazine dit que Like a Virgin est chic dans son style. Katie Henderson de The Guardian commente que le titre est paillarde dans sa nature. Michael Paoletta de Billboard dit que la chanson soutient « un moment fiévreux dance-rock ».
En 2000, Like a Virgin est honorée par Rolling Stone et MTV comme la quatrième chanson de leur liste « Les 100 plus grandes chansons pop ». Elle est votée dixième du classement VH1 « 100 meilleures chansons des 25 dernières années ». La chanson est listée à la 95e place du Billboard Hot 100 All-Time Top Songs. En 2003, les fans de Madonna sont invités pour voter pour leur « Top 20 des singles de Madonna de tous les temps » par le magazine Q. Like a Virgin bénéficie de la cinquième place de la liste.

### Performance dans les classements
Like a Virgin devient le premier de douze numéro un de Madonna sur le classement américain Billboard Hot 100, où il débute à la 48e place dans le numéro du 17 novembre 1984. Après cinq semaines, il décroche la tête du classement et y reste pendant six semaines. La chanson est certifiée disque d'or par le Recording Industry Association of America le 10 janvier 1985 pour la vente d'un million d'exemplaires aux États-Unis — l'exigence pour être disque d'or avant 1989,. Elle décroche également la première place du Hot Dance Music/Club Play et devient la première chanson à entrer dans le top 10 du Hot R&B/Hip-Hop Songs en étant à la neuvième place. Elle est en deuxième place du classement de l'année 1985, et Madonna devient la première artiste pop de l'année. Au Canada, la chanson débute dans le classement RPM à la 71e position dans le numéro du 24 novembre 1984 et réussit à atteindre la première place du hit-parade le 19 janvier 1985. Elle reste dans le classement pendant 23 semaines et se situe à la 35e place des « 100 meilleures chansons de l'année 1985 » de RPM.
Like a Virgin entre dans le hit-parade britannique UK Singles Chart le 17 novembre 1984 à la 51e place et arrive à la troisième place le 12 janvier 1985 ; elle reste dans le classement pendant 18 semaines et est certifiée disque d'or par le British Phonographic Industry pour la vente de 400 000 exemplaires au Royaume-Uni. Selon l'Official Charts Company, la chanson s'est vendue à 780 000 exemplaires au Royaume-Uni. En Europe, la chanson entre dans les top 10 en Allemagne, Autriche, Belgique, France, Irlande, Italie, Norvège, Pays-Bas et Suisse,,,,. Like a Virgin devient le premier numéro un de Madonna en Australie dans le classement Kent Music Report. Elle atteint la 19e place dans le hit-parade Oricon au Japon. Elle arrive également en seconde place du hit-parade néo-zélandais New Zealand Singles Chart, quinzième en Suède et première du classement européen Eurochart Hot 100 Singles,.

## Clip vidéo

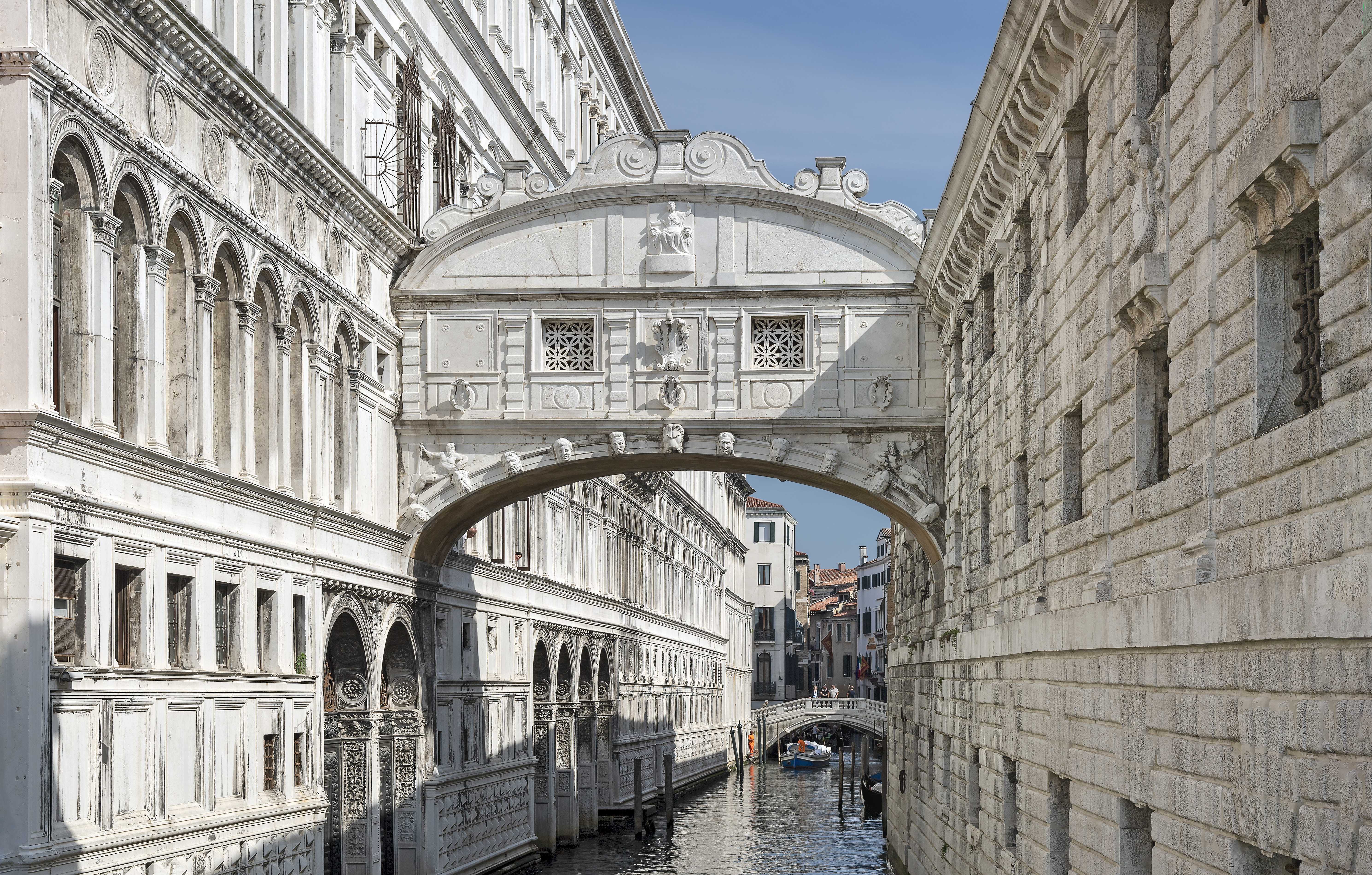
Venise, Pont des Soupirs, lieu où s'est déroulée une partie du clip.

Le clip vidéo, dirigé par Mary Lambert, est tourné à Venise en Italie et en partie à New York en juillet 1984. Madonna est montrée comme une vierge maligne, une création de l'esprit pornographique, pendant qu'elle marche dans des pièces en marbre en robe de mariée. Cette scène alterne avec un plan d'une Madonna aux airs de prostituée à bord d'une gondole. Elle commente : « [Mary] voulait que je sois moderne, la jeune fille rompue aux usages du monde que je suis. Mais nous sommes revenues en arrière et j'ai joué la vierge actuelle ». La vidéo commence lorsque Madonna embarque sur un bateau au Pont de Brooklyn et voyage vers Venise. Pendant qu'elle descend dans la ville, elle danse comme une strip-teaseuse et ondule sensuellement. Elle porte une robe noire et un pantalon bleu avec de nombreux symboles chrétiens en bijoux autour de son cou. Elle chante la chanson à pleine puissance tout en regardant un lion marcher entre les colonnes de la Place Saint-Marc et le long de sa statue. Ensuite intervient un homme déguisé en lion qui emporte Madonna dans une gondole dans l'ambiance romantique du XVIIIe siècle italien. Sheila Whiteley, auteur du livre Women and popular music: sexuality, identity, and subjectivity, pense que l'image de Madonna montre une abnégation des connaissances sexuelles, mais la présente aussi dans un tortillement simulé sur une gondole, ce qui démontre la simulation et le mensonge. L'intrusion d'un lion mâle confirme la discussion bestiale sous-jacente de contes mythologiques et de la pornographie. Whiteley observe que dans la vidéo, l'amant de Madonna porte un masque de lion et tout en s'amusant avec lui, Madonna perd l'apparence de l'innocence et montre sa tendance naturelle pour les passions d'animaux sauvages. Ayant un désir naissant, elle transforme métaphoriquement son amant en bête. Madonna commente sur la scène avec le lion :

« Le lion n'a pas fait tout ce qu'il devait faire, et j'ai fini contre le pilier avec sa tête dans mon entre-jambes… Je pensais qu'il n'allait faire qu'une bouchée de moi donc j'ai levé le voile et je l'ai regardé fixement et il a poussé un énorme rugissement. J'étais tellement effrayée. Quand il est finalement parti, le réalisateur a dit 'couper' et j'ai eu un long soufflement. J'ai réussi à dominer le lion. Je pense que j'ai dû être un lion ou un chat dans une vie antérieure. »

Avec la vidéo, les écrivains notent l'expression de la vitalité vénitienne. Margaret Plant commente : « Avec le lion de Saint Marc et la cité virginale au premier plan, le vieux sacro-saint historique de Venise est propulsé dans un monde pop tournoyant, plein d'énergie : une circulation sans fin ». Elle remarque aussi que Saint-Marc est un symbole de l'époque où les actes de viol, d'homosexualité et de fornication étaient sévèrement punis, parfois par mutilation du nez, par amputation de la main où même par la mort. Madonna semble défier la brutalité et dépasse les limites de la tolérance dans la vidéo. L'homme-lion supporte Madonna dans le palace vénitien, ce qui symbolise l'insistance du Saint séduisant la Vierge, où Madonna devient un symbole de la Sérénissime, de la République elle-même. Plant constate également dans la vidéo que Madonna restaure le dynamisme et l'érotisme de Venise, qui a pris son nom de Vénus dans une élision familière. Tandis qu'elle change son haut bleu pour un ensemble noir durant le clip, elle démontre la maîtrise et le courage de la ville, qui a la réputation de transformer ses visiteurs en victime. Carol Clerk dit qu'avec le clip vidéo, « les journées de Madonna étaient plus comme une vidéo de star joyeuse et simple. Elle évoluait dans un sérieux spectacle ».
En 1985, une vidéo musicale en direct de Like a Virgin pour Live: The Virgin Tour filmé à Détroit, qui est utilisée pour promouvoir la sortie de la vidéo Live: The Virgin Tour. Cette version est nommée dans la catégorie Meilleure chorégraphie aux MTV Video Music Awards de 1985. La performance de Like a Virgin du Blond Ambition Tour à Paris sort en clip le 9 mai 1991 pour promouvoir le document In Bed with Madonna. Cette version est nommée pour deux prix aux MTV Video Music Awards de 1991 dans les catégories Meilleure vidéo féminine et Meilleur chorégraphie. Cette vidéo est située à la 61e position du VH1's 100 Greatest Videos.

## Interprétations scéniques

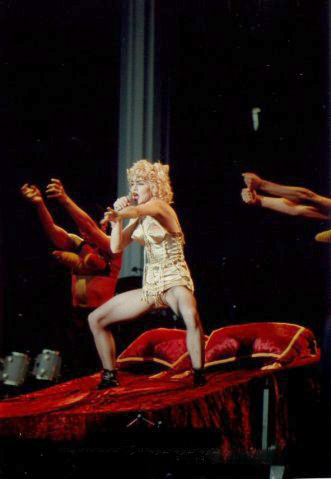
La reprise de Like a Virgin lors du Blond Ambition Tour (photo) est très controversée.

Madonna interprète Like a Virgin aux premiers MTV Video Music Awards en 1984, où elle apparaît sur la scène au sommet d'un gâteau de mariage géant vêtue d'une robe de mariée, ornée de sa célèbre ceinture Boy Toy et d'un voile. Le point culminant de cette performance osée se situe au moment où elle se roule sur la scène. Encore aujourd'hui, l'interprétation est réputée comme l'une des plus icôniques et l'une des plus grandes performances de l'histoire de MTV,. La chanson est aussi incluse dans cinq des huit tournées de Madonna. Pour le Virgin Tour, la chanteuse enfile de nouveau sa robe de mariée et réalise une version sérieuse de la chanson en incluant une citation du tube de Michael Jackson au son similaire intitulée Billie Jean. Des ballons s'envolent vers le public tandis qu'elle roule sur scène, portant un bouquet de fleurs dans sa main. La performance est incluse dans la cassette Live: The Virgin Tour enregistre à Détroit. Dans le Who's That Girl Tour, la chanson est jouée sur le thème léger et comique de la chanson I Can't Help Myself (Sugar Pie) des The Four Tops. Madonna enlève sa tenue pièce par pièce, jusqu'à ce qu'il ne reste qu'un corset noir, et finit l'interprétation en flirtant avec un jeune danseur qui incarne son nouveau mari. Deux performances différentes de la chanson sur cette tournée sont disponibles dans les vidéos Who's That Girl - Live in Japan, filmée à Tokyo le 22 juin 1987, et Ciao, Italia! – Live from Italy, filmée à Turin le 4 septembre 1987.
Pour le Blond Ambition Tour, la chanson est réorganisée sur un arrangement oriental et une chorégraphie osée où l'on trouve Madonna portant un corset doré et simulant une scène de masturbation sur un lit de soie rouge, accompagnée de deux danseurs portant un soutien-gorge conique conçu par Jean-Paul Gaultier. La performance provoque beaucoup de réactions, notamment lorsque la police arrive à Toronto : elle menace d'arrêter Madonna pour cause d'indécence à moins qu'elle modifie son interprétation. La chanteuse n'a jamais été arrêtée et la prestation reste inchangée. Deux interprétations différentes sont incluses et sortent avec les vidéos Blond Ambition - Japan Tour 90, filmée à Yokohama le 27 avril 1990 et Blond Ambition World Tour Live, enregistrée à Nice le 5 août 1990. Durant le Girlie Show en 1993, Madonna porte un smoking et imite Marlene Dietrich, interprétant la chanson avec un accent allemand prononcé. Elle chante le mot « virgin » comme « (w)irgin » et inclut une partie de la signature rythmique de Dietrich dans sa chanson Falling in Love Again (Can't Help It). L'accent et la signature rythmique à 3 temps donne à la performance un sentiment de parodie. L'apparence de Dietrich dans le film Cœurs brûlés inspire la chanteuse pour l'ensemble de son interprétation. Elle est d'ailleurs disponible dans la vidéo The Girlie Show - Live Down Under, enregistrée à Sydney le 19 novembre 1993.
En avril 2003, alors qu'elle promeut son neuvième album studio American Life, Madonna réalise une version acoustique impromptue de la chanson au New York's Tower Records,. L'interprétation d'Hollywood aux MTV Video Music Awards en 2003 recréé la même expérience qu'en 1984 avec Like a Virgin. Britney Spears démarre la performance en émergeant d'un gâteau géant et chante les premières paroles. Elle est rejointe par Christina Aguilera et l'une et l'autre s'entrelacent sur la scène. Madonna apparaît sur le gâteau habillée en jeune mariée et chante Hollywood avec elles et les embrasse finalement sur la bouche. La performance choque les médias.
Durant le Confessions Tour en 2006, la chanson se base sur le thème de l'équitation. Elle apparaît sur un cheval d'un carrousel dont le corps est projeté en Rayons X, le résultat d'un accident de cheval lors de son quarante-septième anniversaire s'affiche sur les écrans derrière elle,. La performance est incluse dans l'album live The Confessions Tour, sorti en 2007. En 2008, dans le Sticky & Sweet Tour, elle chante Like a Virgin à Rome et la dédicace au pape Benoît XVI en disant « J'aimerais dédicacer cette chanson au pape, je sais qu'il m'aime », elle ajoute qu'elle est un enfant de Dieu. Elle demande à son public de chanter avec elle. Madonna l'interprète à nouveau lors du MDNA Tour en 2012 pendant la troisième section du concert : Like a Virgin est chantée de façon acoustique, simplement accompagnée d'un piano, avec des éléments musicaux du morceau Evgeni's Waltz composé par Abel Korzeniowski pour le film W./E. : Wallis & Édouard. La performance est incluse dans l'album live MDNA World Tour sorti en septembre 2013.
En 2015, durant le Rebel Heart Tour, Madonna utilise une version percussive et épurée produite par le musicien français Dens54 (Denis Zabee).

## Reprises et références

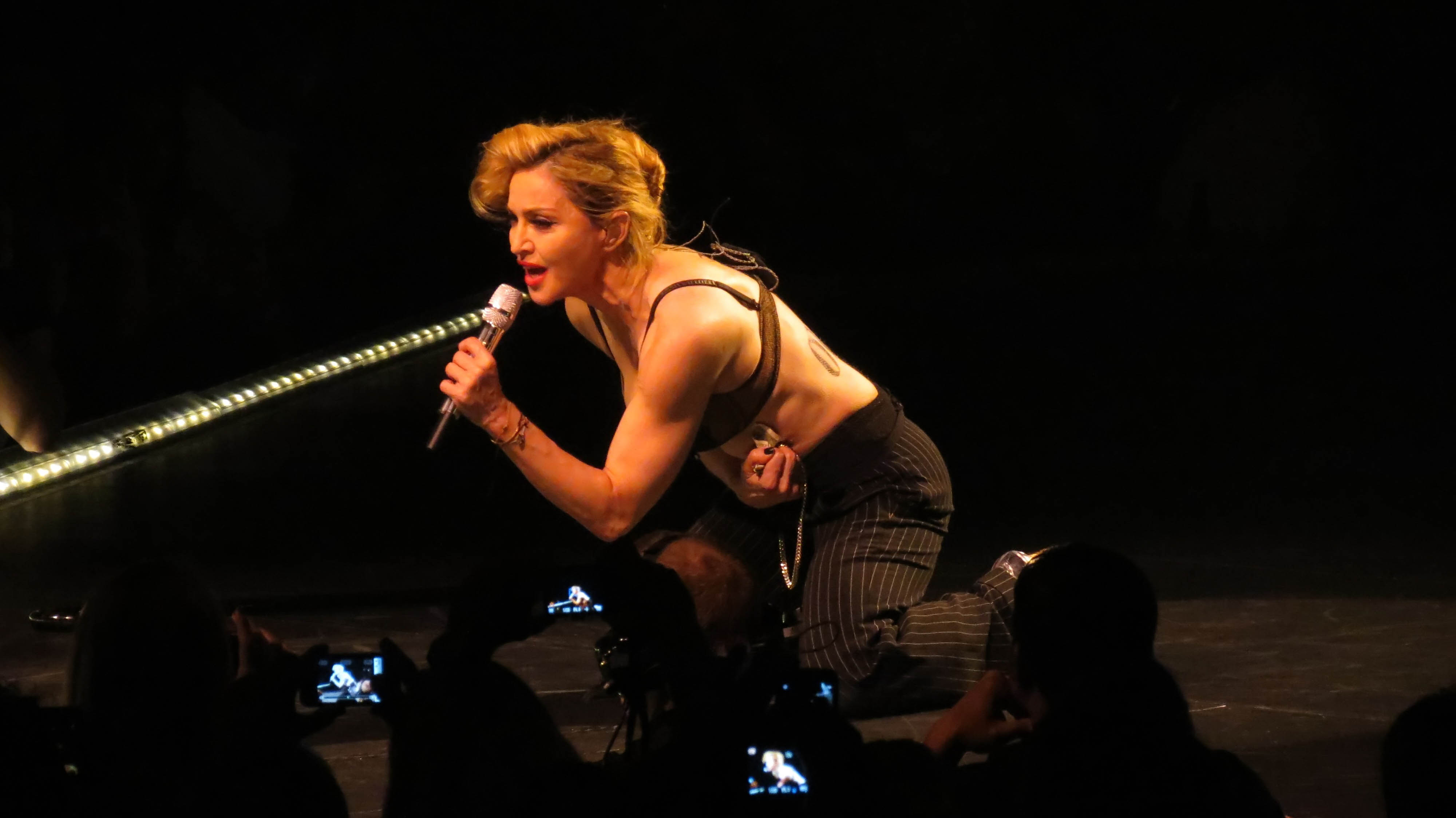
Like a Virgin lors du MDNA Tour à Seattle en octobre 2012.

- En 1985, The Lords of the New Church reprennent Like a Virgin pour leur compilation Killer Lords. Gary Hill de Allmusic dit que la reprise est « très curieuse et odieuse[52] ».
- En 1985, Weird Al Yankovic parodie le titre pour le single Like a Surgeon de son album Dare to Be Stupid. Eugene Chadbourne de Allmusic commente : « Tournant le tube vulgaire de Madonna à l'envers et sens dessus dessous, Yankovic pointe la profession médicale avec une satire hilarante[53] ».
- En 1991, le groupe Teenage Fanclub de Glasgow reprennent Like a Virgin pour leur premier album The King[54].
- En 2001, la chanson apparaît dans la bande originale du film Moulin Rouge. Elle est chantée par le personnage de Harold Zidler, interprété par Jim Broadbent et le Duc de Monroth, interprété par Richard Roxburgh[55].
- En 2004, The Meat Purveyors reprennent la chanson dans un medley avec Lucky Star et Burning Up[56].
- Dans la scène d'ouverture du film Reservoir Dogs, Quentin Tarantino (alias Mr. Brown) parle de la chanson et pense que Like a Virgin est une « métaphore pour les grosses bites ». Quand Madonna rencontre Quentin Tarantino à une fête, après que le film est sorti, elle lui donne un exemplaire dédicacé de son album Erotica, signé « Quentin : c'est sur l'amour, pas la bite[a 14] ».
- En 2004, dans le film Bridget Jones : L'Âge de raison, le personnage principal apprend la chanson à des femmes dans une prison thaïlandaise ; après s'être fâchée car ils ont mal chanté la chanson, elle leur dit : « Madonna n'est rien si elle n'est pas une perfectionniste[57] ».
- En 2008, dans l'un des épisodes de Grey's Anatomy, le personnage de Cristina Yang fredonne la chanson au cours d'une intervention chirurgicale pour se concentrer. Cependant, lorsque son assistante chirurgicale, Lexie Grey, commence à chanter, Cristina la regarde méchamment jusqu'à ce qu'elle se taise[58].
- En 2010, la chanson est reprise en 2010 par Glee dans l'épisode La Puissance de Madonna par les acteurs Jonathan Groff, Jayma Mays, Lea Michele, Cory Monteith, Matthew Morrison et Naya Rivera[59].
- En 2012, le groupe sud-coréen 2NE1 publie dans son album COLLECTION une reprise considérable intitulée « LIKE A VIRGIN »[60].
- Caroline Loeb reprend également la chanson lors de son spectacle Mistinguett, Madonna et Moi et l'inclut dans son nouvel album intitulé Crime Parfait[61].
- En 2014, la chanson est reprise par Sœur Cristina Scuccia[62].
- En 2018 Opium du peuple reprend la chanson dans une version française dans leur album 7 Salopards[63]

## Postérité

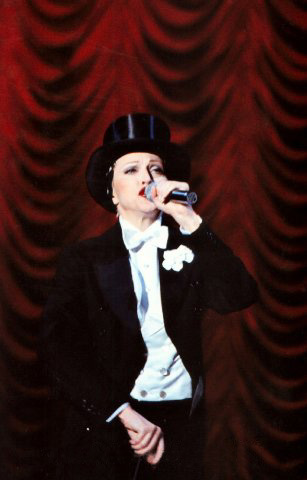
Madonna a pastiché Marlene Dietrich pour son interprétation de Like a Virgin lors du Girlie Show en 1993.

Après les sorties de la chanson et du clip, Like a Virgin attire l'attention des organismes parentaux qui se plaignent que la vidéo et la chanson incite le sexe hors-mariage et amoindrit les valeurs familiales et offre une image répugnante de Madonna comme une prostituée. Les moralistes outrés la traitent de chatte en chaleur et cherchent à interdire la chanson et la vidéo. Les conservateurs sont en colère contre Madonna qui ose représenter le symbolisme religieux et le mariage virginal dans un contexte sexuel. Carol Clerk note que la chanson attire un niveau d'attention sans précédent de la part des groupes sociaux par rapport à toutes les chansons de la chanteuse. « Le problème dominant était que la plupart écoutent superficiellement les paroles de la chanson, imaginant que c'est détaillé ou basé sur l'innocente initiation sexuelle ». Tandis qu'une partie de la population est outrée par ce scandale, l'autre la prend comme l'opinion d'une Madonna virginale, qui rétorque : « J'étais surprise par la façon dont les gens ont réagi face à Like a Virgin car quand je fais une chanson, pour moi, je chantais sur la façon dont quelque chose me faisait me sentir d'une certaine manière — originale et fraîche — et tout le monde l'interprète comme quoi je ne veux plus être vierge. Baise-moi à mort ! Ce n'est pas ce que je chantais à tous. Like a Virgin a toujours été absolument ambiguë, ».
L'influence de la chanson est très profonde dans la jeune génération. Le personnage public de Madonna est une indomptable, sexuellement effrontée et une femme suprêmement confiante et entre en accord avec cette génération. Andrew Morton remarque que la plupart des admirateurs de Madonna sont des femmes, qui sont nées et élevées avec des images de stéréotypes de jeunes mariées vierges, ou de femmes prostituées, ou avec des valeurs féministes qui rejettent l'habitude du regard d'une femme pour sa propre évolution. William McKeen, auteur du livre Rock and roll is here to stay: an anthology, estime qu'avec la chanson, Madonna devient le dernier exemple dans l'attitude et la mode des jeunes filles de l'époque. Il compare l'image de Madonna avec celle de Barbie. McKeen explique que Madonna mélange les opinions de la classe moyenne sur la féminité avec des exemples de ce que signifie la féminité pour elle, ce qui a la chance égale. Elle offre une sexualité agressive qui sous-entend qu'il est acceptable pour les femmes non seulement d'entamer des relations, mais aussi d'en profiter. Selon Morton, à l'époque où la mode des années 1980 prônait les poitrines plates, les femmes minces étaient les idéaux de la beauté ; de plus, la plantureuse Madonna fit que les filles moyenne se sentent bien avec leurs formes. Un nouveau terme « Madonna wannabe » est introduit pour décrire les milliers de jeunes filles qui essayent d'imiter le style de Madonna. À un moment, la chaîne de magasins de vêtements Macy's attribue une zone entière pour la vente des habits de Madonna, comme les mitaines, les bracelets en caoutchouc et les leggings. Les écrivains musicaux, les experts en la matière des études et les féministes commencent sérieusement à discuter de son rôle de style post-moderniste et d'icône culturelle. Selon l'auteur Debbi Voller, Like a Virgin augmente la popularité de l'icône Madonna.

## Crédits
- Paroliers : Billy Steinberg et Tom Kelly (True Colors de Cyndi Lauper).
- Producteur : Nile Rodgers
- Basses : Bernard Edwards.
- Guitare : Nile Rodgers.
- Batterie : Tony Thompson.
- Synthétiseurs : Rob Sabino.
- Remixeur : John "Jellybean" Benitez et Shep Pettibone (The Immaculate Collection)
- Photographie : Larry Williams et Steven Meisel

Source

## Versions
- Single américain 33 tours[64]

1. Like a Virgin (Version album) – 3:38
2. Stay (Version album) – 4:04

- Maxi 45 tours américain/canadien[65],[66]

1. Like a Virgin (Extended Dance Remix) – 6:04
2. Stay (Version album) – 4:04

- Single promotionnel 45 tours japonais[67]

1. Like a Virgin (Extended Dance Remix) - 6:07
2. Supernatural Love (par Donna Summer) - 6:11

## Classements, certifications et successions à la première place
| Pays (1984/1985) | Meilleure position |
| ---------------- | ------------------ |
| Allemagne        | 4                  |
| Australie        | 1                  |
| Autriche         | 8                  |
| Belgique         | 2                  |
| Canada           | 1                  |
| Europe           | 2                  |
| France           | 8                  |
| Irlande          | 4                  |
| Italie           | 14                 |
| Japon            | 19                 |
| Norvège          | 8                  |
| Nouvelle-Zélande | 2                  |
| Pays-Bas         | 4                  |
| Royaume-Uni      | 3                  |
| Suède            | 15                 |
| Suisse           | 9                  |

| États-Unis (1984)                | Meilleure position |
| -------------------------------- | ------------------ |
| Billboard Hot 100                | 1                  |
| Hot R&B/Hip-Hop Singles & Tracks | 9                  |
| Hot Dance Music/Club Play        | 1                  |

| Pays (1985) | Meilleure position |
| ----------- | ------------------ |
| Canada      | 35                 |
| Italie      | 70                 |
| Pays-Bas    | 82                 |
| États-Unis  | 2                  |

| Pays        | Classement |
| ----------- | ---------- |
| Royaume-Uni | Or         |
| États-Unis  | Or         |

## Compléments